# Elecciones presidenciales de Serbia de 2008
Las elecciones presidenciales anticipadas de 2008 en Serbia fueron las primeras desde la división de la Unión Estatal con Montenegro. La primera vuelta se celebró el 20 de enero de 2008, pero no arrojó resultados decisivos y fue necesaria otra de desempate el 3 de febrero.
Aunque el papel de presidente de Serbia, jefe de Estado, tiene poca función política, el resultado de estas elecciones pudiera considerarse como sondeo de la opinión pública serbia hacia la integración europea y su resignación ante la amputación de la provincia de Kosovo, los dos asuntos en que orbita el debate electoral.

## Electorado
Pudieron votar 6.708.697 de votantes registrados, unos 50.000 más desde las elecciones parlamentarias de 2007, en 8.481 colegios electorales en Serbia y 65 en 36 países extranjeros. De ellos, 37.053 votantes en el extranjero, 9.187 en servicio militar y 8.201 entre rejas. Las personas que residen en Montenegro con ciudadanía serbia pudieron votar desde siete pueblos montenegrinos: Podgorica, Berane, Herceg Novi, Budva, Tivat, Sutomore y Andrijevica.

## Resultados
Desde la primera vuelta, los sondeos se balanceaban entre el ultranacionalista Nikolić del Partido Radical Serbio, ideológicamente prorruso y antieuropeo, que ganó por estrecho margen en la primera vuelta y el actual presidente de Serbia Boris Tadić (Partido Democrático) partidario de la integración de Serbia en la Unión Europea y a quién esta apoya, al estimar que no dificultará la independencia de Kosovo, región en la que muchos países europeos tienen intereses.
Finalmente con una altísima participación (67%) en la ronda final, la victoria fue de Boris Tadic. A pesar de este revés Tomislav Nikolić aceptó su derrota. La presidencia eslovena de la Unión dijo que con esta victoria deseaban acelerar su progreso hacia la Unión, incluyendo su estatus de candidata.
| Candidatos           | Partidos                                                        | Votos 1.ª ronda | Porcentaje | Votos 2.ª ronda | Porcentaje |
| -------------------- | --------------------------------------------------------------- | --------------- | ---------- | --------------- | ---------- |
| Boris Tadić          | Partido Democrático                                             | 1,457,030       | 35.39      | 2,292,650       | 51.61      |
| Tomislav Nikolić     | Partido Radical Serbio                                          | 1,646,172       | 39.99      | 2,178,014       | 47.69      |
| Velimir Ilić         | Nueva Serbia                                                    | 305,828         | 7.43       |                 |            |
| Milutin Mrkonjić     | Partido Socialista de Serbia                                    | 245,889         | 5.97       |                 |            |
| Čedomir Jovanović    | Partido Liberal Democrático                                     | 219,689         | 5.34       |                 |            |
| Ištvan Pastor        | Coalición Húngara                                               | 93,039          | 2.26       |                 |            |
| Milanka Karić        | Movemento Fuerza de Serbia – Bogoljub Karić                     | 40,332          | 0.98       |                 |            |
| Marijan Rističević   | Coalición Partido popular campesino–Partido campesino unificado | 18,500          | 0.45       |                 |            |
| Jugoslav Dobričanin  | Partido Reformista                                              | 11,894          | 0.29       |                 |            |
| Total                | Total                                                           |                 | 100.0      |                 | 100.0      |
| Votantes registrados | Votantes registrados                                            | 6,708,697       | 100.0      | 6,723,762       | 100.0      |
| Total                | Total                                                           | 4,116,844       | 61.25      | 4,544,304       | 67.6       |
| Válidos              | Válidos                                                         | 4,007,953       | 97.35      | 4,463,548       | 98.2       |
| Inválidos            | Inválidos                                                       | 78,462          | 2.65       | 77,877          | 1.7        |